# Phytomyza pallida
Phytomyza pallida är en tvåvingeart som först beskrevs av Johann Wilhelm Meigen 1838.  Phytomyza pallida ingår i släktet Phytomyza och familjen minerarflugor. Inga underarter finns listade i Catalogue of Life.